# Scorpiurus vermiculatus
Scorpiurus vermiculatus — вид квіткових рослин родини Бобові (Fabaceae).

## Опис
Однорічна рослина до 30(40) см. Запушені стебла прямовисні чи сланкі, зазвичай гіллясті біля основи. Листки (20)55–125 мм, гострі, запушені. Суцвіття з 1–2(3) квітів. Віночок іноді з відтінком червоного. Боби товсті, з 5–8 насінням.

## Поширення, екологія
Країни поширення: Північна Африка: Алжир; [пн.] Марокко [пн.]; Туніс. Південна Європа: Італія [вкл. Сардинія, Сицилія]; Португалія [вкл. Мадейра]; Гібралтар; Іспанія [пд., Канарські острови].
Росте на піщаних ґрунтах, в канавах, луках і необроблюваних полях; 0-900 м. Квіти та плоди з березня по травень (червень).